# Théophile Jeusset
Théophile Jeusset, ps. Jean-Yves Keraudren (ur. 25 kwietnia 1910 w Rennes, zm. w 1968 w Nantes) – bretoński publicysta, pisarz i działacz narodowy.
W młodości wstąpił do nacjonalistycznej Bretońskiej Partii Narodowej (PNB). Po pewnym czasie wystąpił z niej i został wraz z Morvanem Lebesque współzałożycielem ruchu Breizh da zont o charakterze faszystowskim. Jego skrzydłem politycznym była efemeryczna partia Parti nationaliste intégral breton. Następnie wraz z ekstremistami Gwilhermem Berthou i Célestinem Lainé założył tajną grupę nazwaną Kentoc'h Mervel. Célestin Lainé zaangażował się jednak w działalność terrorystycznej organizacji Gwenn ha du. Po pierwszych aktach terrorystycznych doszło do aresztowań, w tym T. Jeusseta. Później związał się on z Olierem Mordrelem. Głosił hasła antysemickie. Podczas okupacji niemieckiej stworzył w 1941 r. własną partię polityczną pod nazwą Bretoński Narodowo-Socjalistyczny Ruch Robotniczy, kolaborującą z Niemcami. Działała ona na obszarze departamentu Ille-et-Vilaine w okupowanej Bretanii. Miała nikłe poparcie społeczne i jeszcze w 1941 r. rozpadła się. Ostatecznie T. Jeusset wstąpił w 1943 r. do ochotniczej formacji wojskowej Bezen Perrot złożonej z Bretończyków na służbie niemieckiej. Po wyzwoleniu Francji przez wojska alianckie został aresztowany i uwięziony. Po procesie dostał karę dożywotnich ciężkich robót. W 1965 r. zostały opublikowane jego wspomnienia pt. "A Contre-courant".